# 西美濃農業協同組合
西美濃農業協同組合（にしみののうぎょうきょうどうくみあい）は、岐阜県大垣市に本店を置く農業協同組合。
岐阜県大垣市、海津市、養老町、垂井町、関ケ原町、輪之内町、神戸町、安八町の2市6町を管轄する。略称はJAにしみの。
1999年（平成11年）に西南濃地域を管轄する6つの農協（JA大垣、JAごうど、JAあんぱち、JA海津、JA養老、JA不破）が合併して結成された。

## 概要
- 本部所在地：岐阜県大垣市東前町955-1[1]
- 代表者：小林徹（代表理事組合長）[1]
- 組合員数：41,019人（正組合員 21,122人、准組合員19,897 人）[1]
- 店舗（2017年4月1日現在）[2]
  - 本店：1
  - 支店：53
  - 農機センター：5
  - 給油所：3
  - LPG：1
  - 自動車：3
  - 精米：1
  - 直売所：7
  - 配送センター：4
  - 葬祭：3
  - カントリーエレベーター：8
  - ライスセンター：4
  - 育苗センター：8
  - 集荷場：3
  - ビーンセンター：3
  - その他：4

## 沿革
- 1999年（平成11年）7月 - 西南濃地域を管轄する6つの農協（大垣、ごうど、あんぱち、海津、養老、不破）が合併して結成[1]。

## 主な取扱品目
- 農畜産物[3]
  - 穀物：米、麦、大豆
  - 野菜：冬春トマト、冬春キュウリ、イチゴ、小松菜、グリーンねぎ（葉ネギ）、水菜
  - 果樹：ミカン、梨、柿
  - 花き：切りバラ
  - その他、観葉植物、酪農など